# Telenomus terebrans
Telenomus terebrans is een vliesvleugelig insect uit de familie van de Scelionidae. De wetenschappelijke naam van de soort is voor het eerst geldig gepubliceerd in 1844 door Ratzeburg.